# J.J. Redick
Jonathan Clay Redick, detto J.J. (Cookeville, 24 giugno 1984), è un ex cestista e allenatore di pallacanestro statunitense, professionista nella NBA, capo allenatore dei L.A. Lakers.

## Caratteristiche tecniche
Redick era un ottimo tiratore da tre punti oltre a essere un buon difensore.

## Carriera

### Gli anni a Duke
Nel 2002 passa dalla Cave Spring High School all'Università di Duke, portandosi dietro la fama di miglior tiratore uscente dalla high school.
Nel primo anno, affiancato a futuri giocatori NBA come Chris Duhon e Shelden Williams gioca 33 partite di cui 30 partendo dal quintetto base, e segna 15 punti di media (495 totali).
Nel secondo anno disputa ancora una buona stagione, con 15,9 punti di media (589 punti totali, in 37 incontri, di cui 35 in quintetto), e viene nominato all american.
Il terzo anno è quello della consacrazione definitiva: segna 21,8 punti di media, in 33 partite giocate tutte da titolare, e viene inserito nell'NCAA AP All-America First Team.
Ormai giocatore affermato, tiene una media di 26 punti a partita. Viene nominato NCAA AP Player of the Year, riceve l'NCAA Naismith Men's College Player of the Year Award, l'NCAA John R. Wooden Award e viene inserito per la seconda volta nell'NCAA AP All-America First Team.

### L'approdo nella NBA

#### Orlando Magic

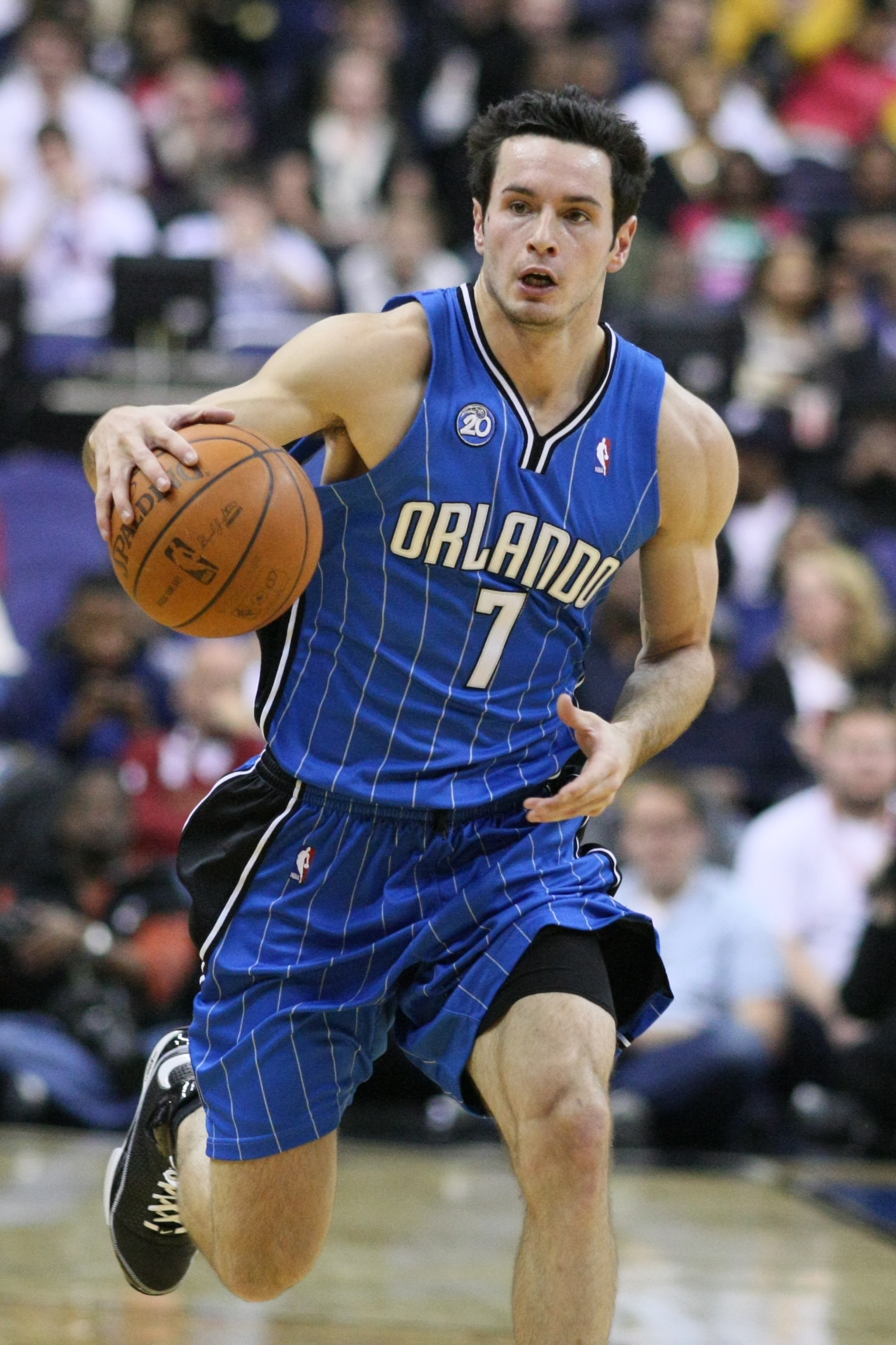
Redick con la maglia degli Orlando Magic.

Scelto dagli Orlando Magic con l'undicesima chiamata assoluta al draft 2006, inizialmente fatica a trovare spazio, dato che coach Brian Hill gli preferisce nel ruolo Nelson, Bogans e Dooling.
Il secondo anno con l'arrivo di Stan Van Gundy, le cose non vanno molto meglio al punto che Redick comincia seriamente a pensare di lasciare Orlando per cercare fortuna altrove. L'anno successivo viene scelto dai Magic, alla ventiduesima chiamata, Courtney Lee, il giocatore pare arrivare a Orlando come comprimario, invece riesce a lasciare il segno nei Magic al punto che spesso Van Gundy lo utilizza in quintetto e per fargli spazio cede addirittura la guardia titolare Keith Bogans. Per il vacillante Redick è l'ennesima spallata, pare quella decisiva, ma per uno strano scherzo del destino la sua carriera si sblocca proprio in quell'anno. I Magic trovano la chiave di volta della stagione, arrivano in finale NBA e J.J. riesce a ritagliarsi il suo spazio.
Nella stagione 2009-10 vengono ceduti Hidayet Türkoğlu e lo stesso Lee, e arriva Vince Carter, fiducia dunque a Redick che diventa la prima alternativa nel ruolo a Vincredible: la stagione si dimostra positiva per Redick che vede aumentare il suo minutaggio, e di conseguenza stabilisce medie career-high nelle principali statistiche.

#### Milwaukee Bucks

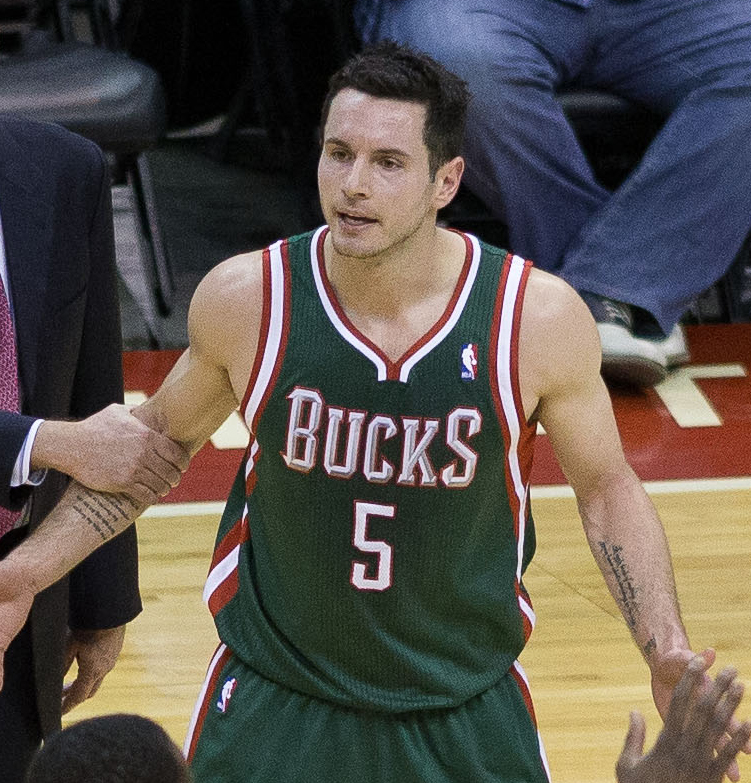
Redick ai Milwaukee Bucks

Il 21 febbraio 2013 viene coinvolto in uno scambio che lo porta ai Milwaukee Bucks insieme a Ish Smith e Gustavo Ayón in cambio di Beno Udrih, Tobias Harris e Doron Lamb.

#### Los Angeles Clippers
Il 10 luglio 2013 firma, tramite una Sign-And-Trade, un contratto di 27 milioni per 4 anni con i Los Angeles Clippers, diventando così la guardia titolare della squadra californiana.

#### Philadelphia 76ers
L'8 luglio 2017 firma un contratto di 23 milioni per un anno con i Philadelphia 76ers. La stagione disputata con la franchigia sarà molto positiva tanto che Redick sarà uno dei trascinatori sia nella Regular Season sia nei playoffs, dove la squadra verrà eliminata al secondo turno per mano dei Boston Celtics.

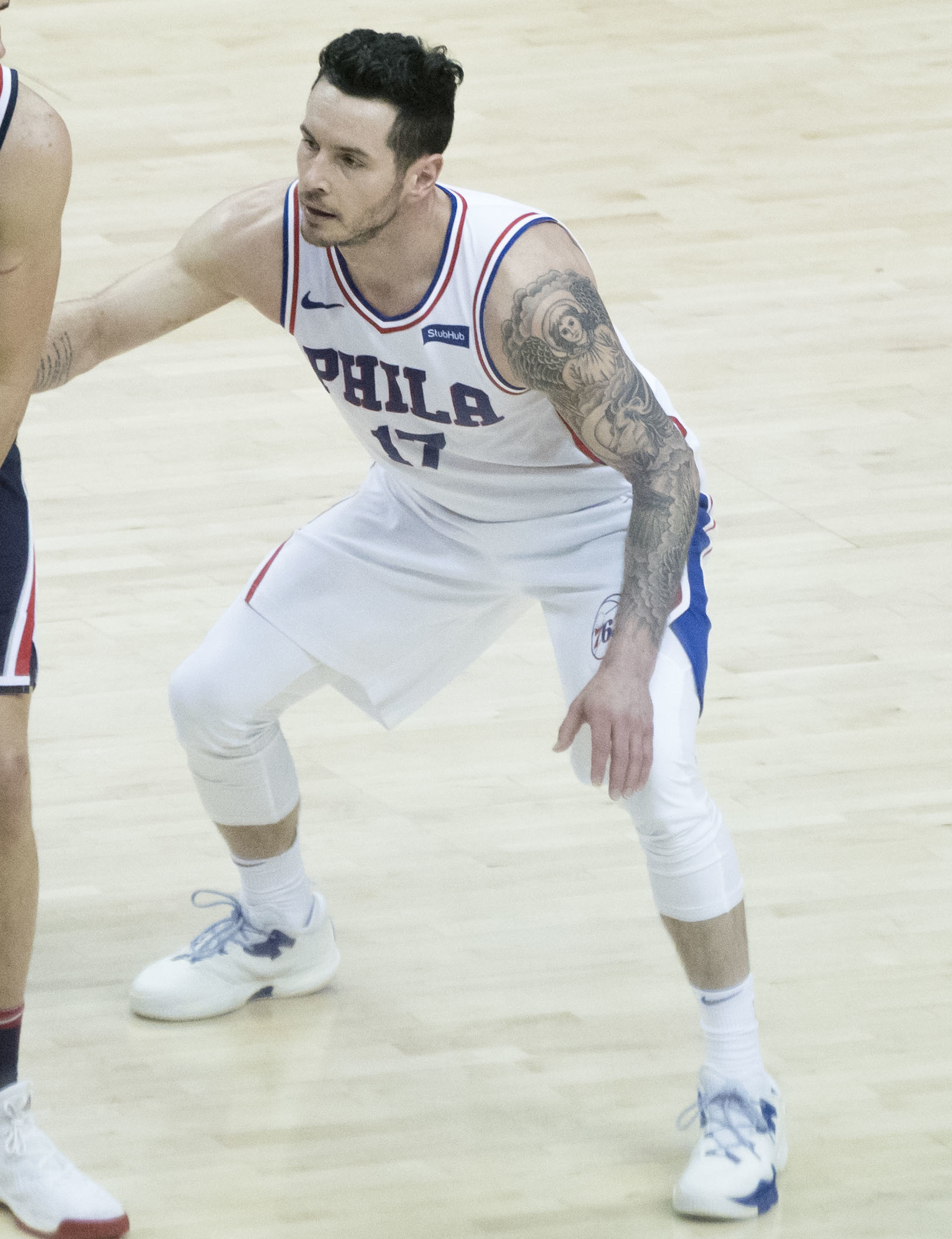
Redick ai 76ers

Il 6 luglio 2018, Redick rifirma, a cifre inferiori, circa 12-13 milioni di dollari, con i 76ers.

#### New Orleans Pelicans
Durante la free agency firma un biennale da 26,6 milioni di dollari con i New Orleans Pelicans.

### Allenatore

#### Inizi
Il 20 giugno 2024 viene ingaggiato alla guida dei Los Angeles Lakers.

## Statistiche
| * | Primo nella lega |

### NCAA
| Anno      | Squadra          | PG  | PT  | MP   | TC%  | 3P%  | TL%  | RP  | AP  | PRP | SP  | PP   |
| --------- | ---------------- | --- | --- | ---- | ---- | ---- | ---- | --- | --- | --- | --- | ---- |
| 2002-2003 | Duke Blue Devils | 33  | 30  | 30,7 | 41,3 | 39,9 | 91,9 | 2,5 | 2,0 | 1,2 | 0,1 | 15,0 |
| 2003-2004 | Duke Blue Devils | 37  | 35  | 31,1 | 42,3 | 39,5 | 95,3 | 3,2 | 1,6 | 0,7 | 0,1 | 15,9 |
| 2004-2005 | Duke Blue Devils | 33  | 33  | 37,3 | 40,8 | 40,3 | 93,8 | 3,3 | 2,6 | 1,1 | 0,1 | 21,9 |
| 2005-2006 | Duke Blue Devils | 36  | 36  | 36,7 | 47,0 | 42,1 | 86,3 | 2,1 | 2,6 | 1,4 | 0,1 | 26,8 |
| Carriera  | Carriera         | 139 | 134 | 33,9 | 43,3 | 40,6 | 91,2 | 2,8 | 2,2 | 1,1 | 0,1 | 19,9 |

#### Massimi in carriera
- Massimo di punti: 41 (2 volte)[9]
- Massimo di rimbalzi: 8 vs Virginia (11 marzo 2005)
- Massimo di assist: 8 vs North Carolina-Greensboro (27 novembre 2004)
- Massimo di palle rubate: 5 vs Davidson (25 novembre 2002)
- Massimo di stoppate: 1 (10 volte)
- Massimo di minuti giocati: 45 vs Maryland-College Park (12 febbraio 2005)

### NBA

#### Regular Season
| Anno      | Squadra            | PG  | PT  | MP   | TC%  | 3P%   | TL%  | RP  | AP  | PRP | SP  | PP   |
| --------- | ------------------ | --- | --- | ---- | ---- | ----- | ---- | --- | --- | --- | --- | ---- |
| 2006-2007 | Orlando Magic      | 42  | 0   | 14,8 | 41,0 | 38,8  | 90,0 | 1,2 | 0,9 | 0,3 | 0,0 | 6,0  |
| 2007-2008 | Orlando Magic      | 34  | 0   | 8,1  | 44,4 | 39,5  | 79,4 | 0,7 | 0,5 | 0,1 | 0,0 | 4,1  |
| 2008-2009 | Orlando Magic      | 64  | 5   | 17,4 | 39,1 | 37,4  | 87,1 | 1,7 | 1,1 | 0,3 | 0,0 | 6,0  |
| 2009-2010 | Orlando Magic      | 82  | 9   | 22,0 | 43,9 | 40,5  | 86,0 | 1,9 | 1,9 | 0,3 | 0,0 | 9,6  |
| 2010-2011 | Orlando Magic      | 59  | 5   | 25,6 | 44,1 | 39,7  | 87,5 | 1,9 | 1,7 | 0,5 | 0,1 | 10,1 |
| 2011-2012 | Orlando Magic      | 65  | 22  | 27,2 | 42,5 | 41,8  | 91,1 | 2,3 | 2,5 | 0,4 | 0,1 | 11,6 |
| 2012-2013 | Orlando Magic      | 50  | 11  | 31,5 | 45,0 | 39,0  | 89,1 | 2,4 | 4,4 | 0,6 | 0,1 | 15,1 |
| 2012-2013 | Milwaukee Bucks    | 28  | 2   | 28,7 | 40,3 | 31,8  | 91,8 | 1,9 | 2,7 | 0,3 | 0,1 | 12,3 |
| 2013-2014 | L.A. Clippers      | 35  | 34  | 28,2 | 45,5 | 39,5  | 91,5 | 2,1 | 2,2 | 0,8 | 0,1 | 15,2 |
| 2014-2015 | L.A. Clippers      | 78  | 78  | 30,9 | 47,7 | 43,7  | 90,1 | 2,1 | 1,8 | 0,5 | 0,1 | 16,4 |
| 2015-2016 | L.A. Clippers      | 75  | 75  | 28,0 | 48,0 | 47,5* | 88,8 | 1,9 | 1,4 | 0,6 | 0,1 | 16,3 |
| 2016-2017 | L.A. Clippers      | 78  | 78  | 28,2 | 44,5 | 42,9  | 89,1 | 2,2 | 1,4 | 0,7 | 0,2 | 15,0 |
| 2017-2018 | Philadelphia 76ers | 70  | 70  | 30,2 | 46,0 | 42,0  | 90,4 | 2,5 | 3,0 | 0,5 | 0,1 | 17,1 |
| 2018-2019 | Philadelphia 76ers | 76  | 63  | 31,3 | 44,0 | 39,7  | 89,4 | 2,4 | 2,7 | 0,4 | 0,2 | 18,1 |
| 2019-2020 | N.O. Pelicans      | 60  | 36  | 26,4 | 45,3 | 45,3  | 89,2 | 2,5 | 2,0 | 0,3 | 0,2 | 15,3 |
| 2020-2021 | N.O. Pelicans      | 31  | 0   | 18,6 | 40,7 | 36,4  | 95,7 | 1,7 | 1,3 | 0,3 | 0,1 | 8,7  |
| 2020-2021 | Dallas Mavericks   | 13  | 0   | 11,3 | 35,8 | 39,5  | 80,0 | 0,9 | 0,8 | 0,2 | 0,1 | 4,4  |
| Carriera  | Carriera           | 940 | 488 | 25,5 | 44,7 | 41,5  | 89,2 | 2,0 | 2,0 | 0,4 | 0,1 | 12,8 |

#### Play-off
| Anno     | Squadra            | PG  | PT | MP   | TC%  | 3P%   | TL%   | RP  | AP  | PRP | SP  | PP   |
| -------- | ------------------ | --- | -- | ---- | ---- | ----- | ----- | --- | --- | --- | --- | ---- |
| 2007     | Orlando Magic      | 1   | 0  | 11,0 | 50,0 | 100,0 | -     | 0,0 | 2,0 | 0,0 | 0,0 | 3,0  |
| 2008     | Orlando Magic      | 2   | 0  | 5,0  | 0,0  | 0,0   | -     | 0,5 | 0,0 | 0,0 | 0,0 | 0,0  |
| 2009     | Orlando Magic      | 16  | 8  | 20,4 | 37,3 | 40,4  | 92,9  | 1,2 | 1,9 | 0,5 | 0,1 | 6,0  |
| 2010     | Orlando Magic      | 14  | 0  | 19,2 | 42,3 | 42,9  | 85,7  | 1,7 | 1,4 | 0,7 | 0,0 | 7,5  |
| 2011     | Orlando Magic      | 6   | 0  | 20,0 | 35,7 | 6,7   | 75,0  | 1,8 | 1,0 | 0,2 | 0,2 | 6,7  |
| 2012     | Orlando Magic      | 5   | 0  | 24,6 | 43,2 | 21,1  | 85,7  | 1,0 | 3,2 | 0,2 | 0,0 | 10,8 |
| 2013     | Milwaukee Bucks    | 4   | 0  | 17,3 | 44,0 | 33,3  | 100,0 | 0,8 | 1,3 | 0,3 | 0,0 | 7,3  |
| 2014     | L.A. Clippers      | 13  | 13 | 27,0 | 45,9 | 40,0  | 96,2  | 1,7 | 1,5 | 0,8 | 0,0 | 13,3 |
| 2015     | L.A. Clippers      | 14  | 14 | 38,6 | 43,5 | 39,8  | 94,3  | 2,1 | 1,7 | 0,7 | 0,4 | 14,9 |
| 2016     | L.A. Clippers      | 6   | 6  | 27,7 | 43,0 | 35,5  | 66,7  | 2,0 | 0,8 | 0,2 | 0,2 | 13,5 |
| 2017     | L.A. Clippers      | 7   | 7  | 29,4 | 38,0 | 34,6  | 85,0  | 1,7 | 0,9 | 0,3 | 0,0 | 9,1  |
| 2018     | Philadelphia 76ers | 10  | 10 | 34,2 | 44,4 | 34,7  | 85,7  | 1,5 | 2,6 | 0,8 | 0,1 | 18,1 |
| 2019     | Philadelphia 76ers | 12  | 12 | 31,3 | 43,5 | 41,4  | 85,0  | 1,4 | 1,6 | 0,1 | 0,3 | 13,4 |
| Carriera | Carriera           | 110 | 70 | 26,5 | 42,5 | 37,1  | 87,9  | 1,6 | 1,6 | 0,5 | 0,1 | 10,9 |

#### Massimi in carriera
- Massimo di punti: 40 vs Houston Rockets (18 gennaio 2016)[10]
- Massimo di rimbalzi: 10 vs Charlotte Hornets (19 marzo 2019)
- Massimo di assist: 10 vs Brooklyn Nets (28 gennaio 2013)
- Massimo di palle rubate: 4 vs Houston Rockets (9 Novembre 2013)
- Massimo di stoppate: 4 vs Houston Rockets (17 maggio 2015)
- Massimo di minuti giocati: 51 vs Oklahoma City Thunder (15 dicembre 2017)

### Allenatore
| Stagione | Squadra     | Regular Season | Regular Season | Regular Season | Regular Season | Regular Season         | Post Season                                     |
| Stagione | Squadra     | V              | P              | % V            | G              | Posizione finale       | Post Season                                     |
| -------- | ----------- | -------------- | -------------- | -------------- | -------------- | ---------------------- | ----------------------------------------------- |
| 2024-25  | L.A. Lakers | 50             | 32             | 61,0           | 82             | 1º in Pacific Division | Sconfitto al Primo Round dai Timberwolves (1-4) |
|          | Carriera    | 50             | 32             | 61,0           | 82             |                        |                                                 |

## Palmarès
- McDonald's All-American Game (2002)
- NCAA AP Player of the Year (2006)
- NCAA John R. Wooden Award (2006)
- NCAA Naismith Men's College Player of the Year Award (2006)
- 2 volte NCAA AP All-America First Team (2005, 2006)